# Sarcophaga vorax
Sarcophaga vorax är en tvåvingeart som först beskrevs av Walker 1849.  Sarcophaga vorax ingår i släktet Sarcophaga och familjen köttflugor. Inga underarter finns listade i Catalogue of Life.